# Mercian Regional Football League
Mercian Regional Football League là một giải bóng đá Anh nằm ở hạt Shropshire. Giải đấu được thành lập từ mùa giải 2012–13 với tất cả các câu lạc bộ của giải đấu mới giải thể Shropshire County Premier Football League (trừ Newport Town được lên hạng). Nhiều đội từ Telford Combination, giải đấu cũng bị giải thể cuối mùa giải 2011–12, cũng trở thành thành viên của Mercian League và tham gia Division One hoặc Two.
Giải đấu nằm ở cùng cấp độ trong Hệ thống các giải bóng đá ở Anh như các giải đấu trước Shropshire County và Telford Combination (Cấp độ 13, 14 và 15). Tuy nhiên giải đấu này không góp phần tạo nên National League System, mặc dù mục đích lâu dài của các nhà tổ chức giải đấu là có hạng đấu cao nhất ở Bậc 7 (Cấp dộ 11) của hệ thống.
Tất cả kết quả của các trận chiều thứ Bảy của giải đấu được thông báo trên BBC Radio Shropshire, khoảng một giờ sau khi trận đấu kết thúc. 
Giải đấu được đặt tên theo triều đại Anglo-Saxon Mercia, cai trị vùng đất này của nước Anh.

## Các câu lạc bộ mùa giải 2015–16
Trong mùa giải này, Premier Division có 14 đội, Division One 7 đội, và Division Two có 12 đội.

### Premier Division

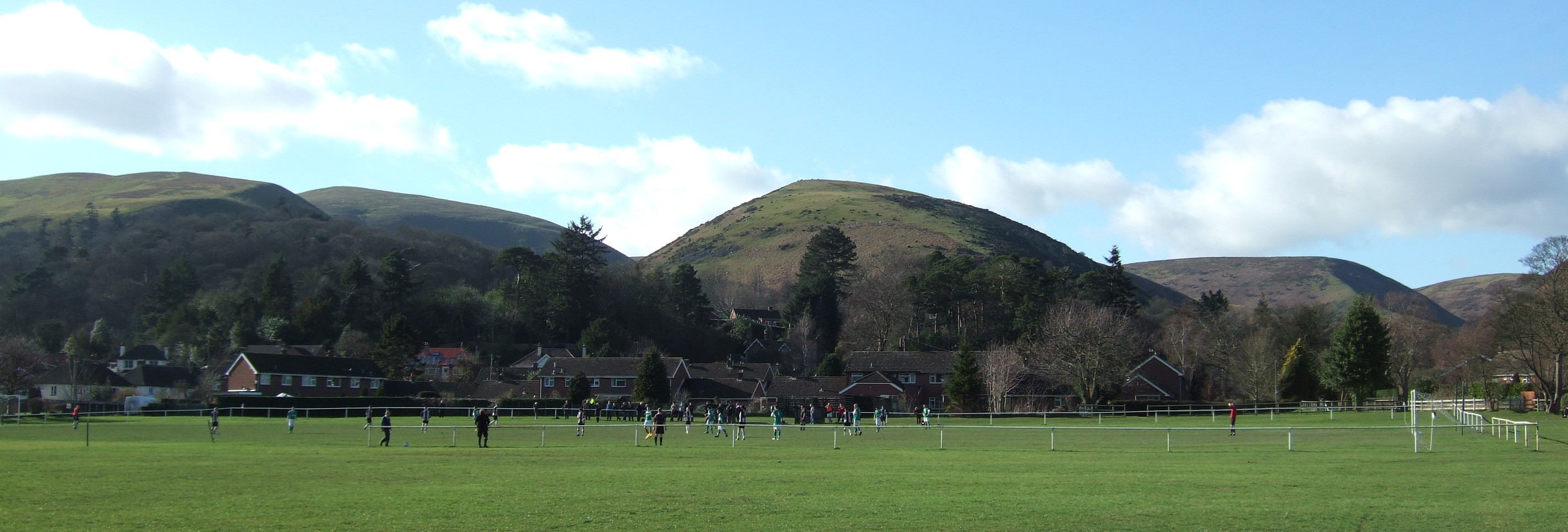
Russell's Meadow, Church Stretton

| Đội bóng             | Sân nhà                                                   |
| -------------------- | --------------------------------------------------------- |
| AFC Bridgnorth Dự bị | Crown Meadow, Bridgnorth                                  |
| AFC Broseley         | Birchmeadow, Cockshutt Lane, Broseley                     |
| Allscott             | Allscott Sports & Social, Allscott                        |
| Childs Ercall        | Jubilee Hall Playing Fields, Eaton Road, Child's Ercall   |
| Church Stretton      | Russell's Meadow, Church Stretton                         |
| FC Hodnet            | Hodent Social Club, Hodnet                                |
| Madeley Sports       | Phoenix Sports Centre, Dawley                             |
| Oakengates Athletic  | Ketley Recreation Ground, Bank Way, Ketley Bank, Telford  |
| Oswestry Town        | The Venue, Park Hall Stadium, Oswestry                    |
| Prees United         | Prees Cricket and Recreation Club, Brades Road, Prees     |
| Rock Rovers          | Sports Village, Sundorne, Shrewsbury                      |
| Shifnal United       | Phoenix Park, Coppice Green Lane, Shifnal                 |
| Wrockwardine Wood    | New Road, Wrockwardine Wood, Telford                      |
| Wroxeter Rovers      | Unison Sports Club, Shirehall, Abbey Foregate, Shrewsbury |

### Division One
| Đội bóng             | Sân nhà                                                       |
| -------------------- | ------------------------------------------------------------- |
| AFC Wellington       | Bowring Park, Haygate Road, Wellington                        |
| Bishop's Castle Town | Community College, Bishop's Castle                            |
| Brown Clee           | Hall Meadow, Cleobury North                                   |
| Clee Hill United     | Knowle Sports Ground, Knowle                                  |
| Gobowen Celtic       | Gobowen Playing Fields, Gobowen, Shropshire                   |
| Oakengates Rangers   | Oakengates Leisure Centre, New Rd, Wrockwardine Wood, Telford |
| Stoke Heath          | Warrant Road, Market Drayton                                  |

### Division Two
| Đội bóng                | Sân nhà                                     |
| ----------------------- | ------------------------------------------- |
| AFC Broseley Dự bị      | Birchmeadow, Cockshutt Lane, Broseley       |
| Albrighton              | Loak Road, Albrighton                       |
| Claverley               | Claverley School, Claverley                 |
| Coven United            | Marsh Lane, Fordhouses, Wolverhampton       |
| Craven Arms Town        | Newington Way, Craven Arms                  |
| Denso                   | DENSO Manufacturing, Hadley Park, Telford   |
| FC Oswestry Town Dự bị  | The Venue, Park Hall Stadium, Oswestry      |
| Madeley Sports Dự bị    | Bluebell Park, Sutton Way, Madeley          |
| Randlay Casuals         | Stirchley Recreation Playing Field, Telford |
| Riverside               | Oldbury Wells School, Bridgnorth            |
| St. Martins Dự bị       | Overton Road Playing Fields, Oswestry       |
| Whitchurch Alport Dự bị | Yockings Park, Whitchurch                   |

## Các đội vô địch Giải đấu
Các đội sau đã vô địch Premier Division, thăng hạng và thi đấu ở West Midlands (Regional) League Division Two.
| Mùa giải | Đội bóng            |
| -------- | ------------------- |
| 2012–13  | AFC Ludlow          |
| 2013–14  | Oakengates Athletic |
| 2014–15  | Telford Juniors     |
| 2015-16  | Oswestry Town       |